# Pomník V. K. Klicpery (Chlumec nad Cidlinou)
Pískovcová socha dramatika Václava Klimenta Klicpery se nalézá na Klicperově náměstí ve městě Chlumec nad Cidlinou v okrese Hradec Králové. Pískovcový pomník z roku 1874 je dílem sochařů bratří Jiříčků z Hořic a je chráněn jako kulturní památka ČR. Národní památkový ústav tento pomník uvádí v katalogu památek pod rejstříkovým číslem ÚSKP 29163/6-632.

## Popis
Pomník zdejšího rodáka Václava Klimenta Klicpery je umístěn na hranolovém podstavci uprostřed Klicperova náměstí na dvakrát odstupňovaném soklu shora ukončeném římsou. Socha básníka a dramatika V. K. Klicpery představuje sedící postavu, s pravou rukou podepřenou knihami. 
Na čelní straně podstavce je umístěn  reliéfní vavřínový věnec, na zadní straně je znak města Chlumec nad Cidlinou. Na levém boku podstavce je vytesán nápis: "POSTAVILI/ VDĚČNÍ RODÁCI A CTITELÉ/ BÁSNÍKOVI/ ROKU 18 (16/8) 74". Na pravém boku je vytesaný nápis: "NESMRTELNÉ PAMĚTI/ VÁCLAVA KL. KLICPERY/ NAROZENÉHO V CHLUMCI N.C./ DNE 23. LISTOPADU 1792". Sokl je na čelní straně pod římsou signován "Bratři J. P. Jiřičkové v Hořicích". 
Pomník byl v roce 2011 restaurován za přispění Královéhradeckého kraje.

## Galerie

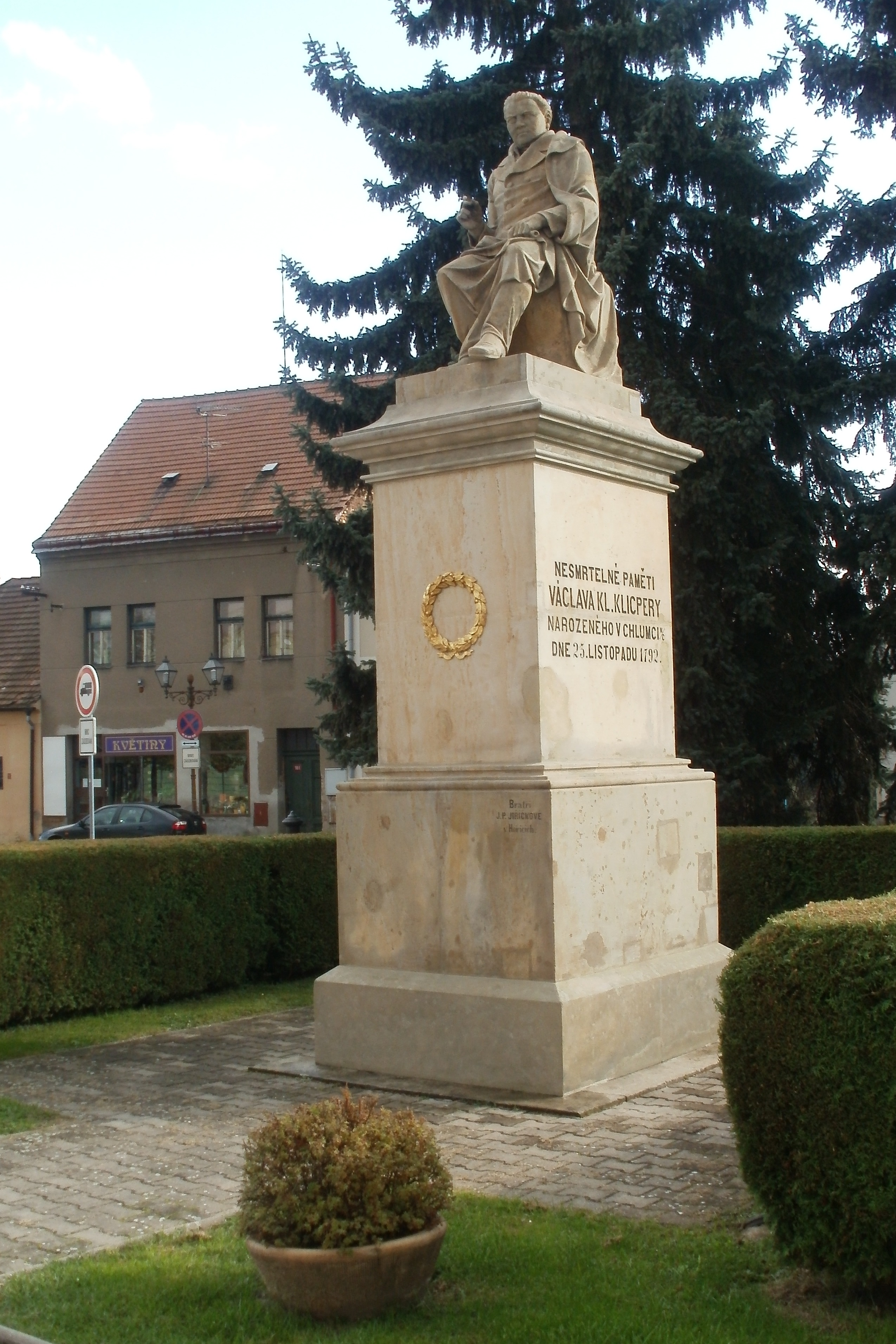
Pomník V. K. Klicpery (Chlumec nad Cidlinou)